# Malekula
Malekula ou Malakula (anciennement connue aussi sous le nom colonial de Mallicolo) est une île de l’archipel du Vanuatu située en mer de Corail, dans le Pacifique sud. Avec une superficie de 2 041,3 km2, c’est la deuxième plus grande île du pays après Espiritu Santo. Elle était peuplée en 2009 de 22 902 habitants.

## Géographie
L'intérieur de l'île principale est montagneux, couvert de forêt, et potentiellement dangereux pour des personnes non introduites, ne serait-ce que pour les autorisations des (chefferies des) différents villages et territoires traversés.
Les côtes offrent plages et lieux de plongée, ainsi que les îles annexes : îles Maskalynes, Sakao, Uliveo, Lanur, Tomman (Urur), Wala, Vao, Atchin, Norsup, Rano, Uripiv, Uri, etc.

### Îles
Les îles sont
- à l'ouest,
  - Larambu, Ten Sticks,
- au sud (d'ouest en est),
  - Tomman, avec les villages de Worlès et Boumhaéham,
  - Lanour,
  - Akhamb, avec les villages de Limlandr et Penbaghour,
  - Limani et Fido,
  - îles Maskelynes (en) : Avok, Awe, Wulei, Bagatelle, Kufivu, Koivu, Île de Sakao (en), avec les villages de Lutès, Peskarus, Pellonk, Asue, Tonomial, etc.,
- à l'est (du nord au sud),
  - Île de Vao (en), avec les villages de Beterihi, Betehul, Norowre, etc.,
  - Île d'Atchin (en), avec les villages de Onma, Rowar, Melmarour, etc.,
  - Île de Wala (en), avec les villages de Serser, etc.,
  - Île de Rano (en), avec les villages de Rotora, etc.,
  - Norsup,
  - Île d'Uripiv (en), avec les villages de Vilavi, Potun, Port-Nambe,
  - Île d'Uri (en), avec le village de Selenamboro
  - Taitaka, Suaro, Sowan.

## Climat
| Mois                                | jan.  | fév.  | mars  | avril | mai  | juin  | jui.  | août | sep. | oct.  | nov. | déc.  | année   |
| ----------------------------------- | ----- | ----- | ----- | ----- | ---- | ----- | ----- | ---- | ---- | ----- | ---- | ----- | ------- |
| Température minimale moyenne (°C)   | 23,8  | 24,1  | 24    | 23,5  | 23   | 22,2  | 21,7  | 21,4 | 21,6 | 22,3  | 23   | 23,3  | 22,8    |
| Température maximale moyenne (°C)   | 30,6  | 30,7  | 30,6  | 29,8  | 28,7 | 27,9  | 27,2  | 27,4 | 27,9 | 28,6  | 29,4 | 30,1  | 29      |
| Précipitations (mm)                 | 258,3 | 244,6 | 273,3 | 220,7 | 59,5 | 141,5 | 118,2 | 84   | 87,7 | 143,4 | 131  | 143,7 | 1 905,9 |
| Nombre de jours avec précipitations | 17    | 17    | 19    | 18    | 16   | 13    | 13    | 12   | 10   | 12    | 11   | 14    | 172     |

### Transports
L'aéroport de Norsup est le seul à offrir des vols réguliers pour Luganville et Port-Vila. Les aéroports de Lamap (sud-est) et Southwest Bay (sud-ouest) offrent des vols sur demande. Des taxis aériens (avion, hélicoptère) sont possibles.
Un ferry relie Santo (Luganville, Malo) et Lakatoro, ainsi que divers bateaux. L'accès depuis la Grande Terre (Mainland) aux petites îles (Vao, Atchin...) se fait en pirogue ou en speed-boat (50 VUV un aller simple). Speed-boat et pirogue peuvent se louer pour des parcours côtiers plus importants.
L'état des (rares) routes est fortement dégradé, à part les radiers, et dépourvu de signalisation (encore en juin 2016). Certaines portions de routes sont en réfection, par des entreprises chinoises. L'éclairage des lieux publics est inexistant. Le pick-up reste le véhicule le plus adapté. La distribution de carburant est succincte ou peu visible. Il n'existe pas de service public ou privé de transport : tout véhicule est susceptible de transporter tout objet et toute personne, contre défraiement.

## Histoire

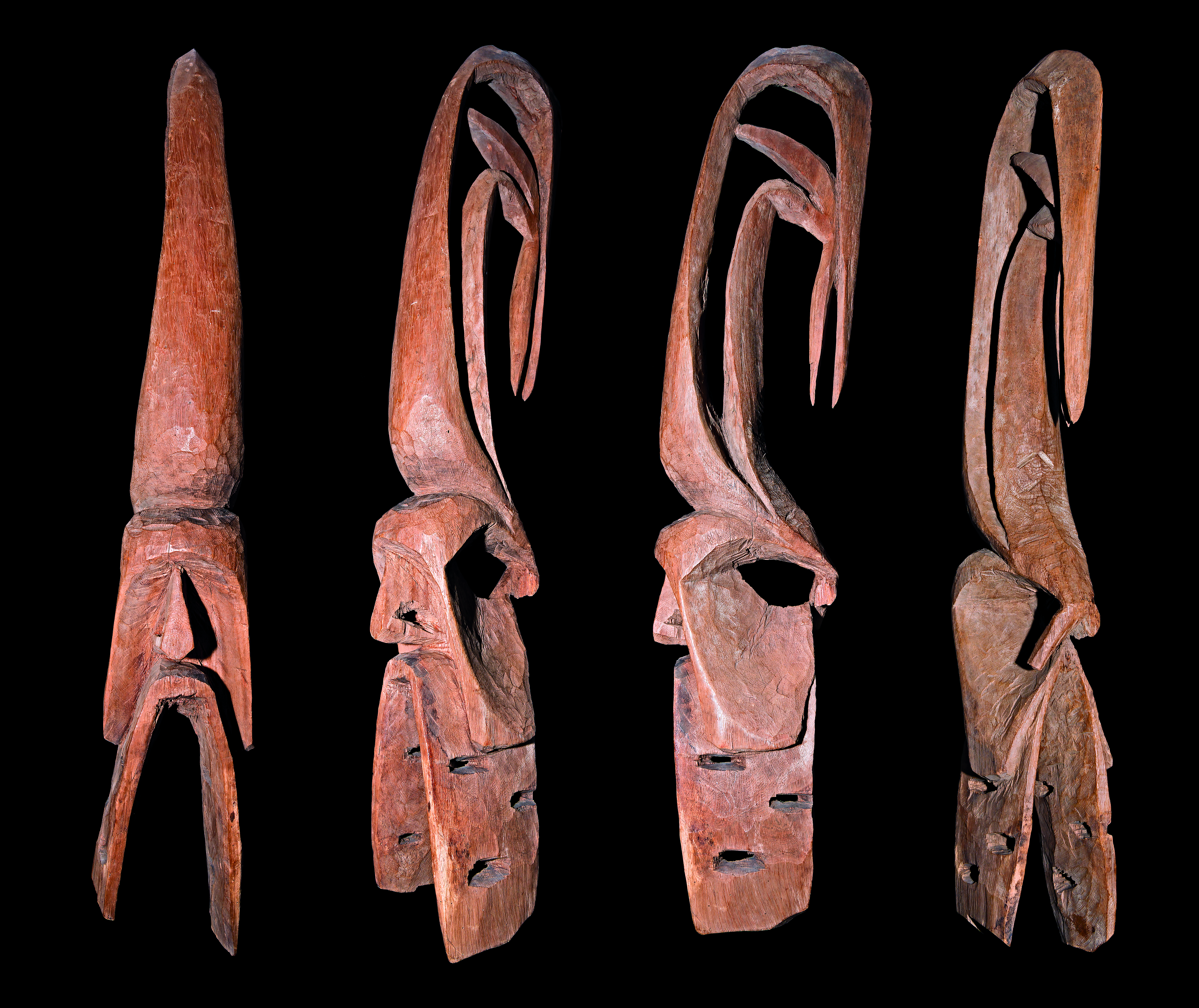
Proue de pirogue, Ile Vao MHNT

Les côtes nord-est et les Maskelynes sont des sites à poterie Lapita ou post-Lapita : Vao, Atchin, Wala, Uripiv... La côte nord-ouest connaît l'art rupestre (dont deux datables de 2 200 à 2 100 BP). Des abris sous roche préhistoriques existent à l'intérieur de la partie nord.
L’île est connue pour héberger le site de Botco qui servit de lieu de rituels cannibales, uniquement réservés aux hommes, jusqu’en 1960. Presque toute trace en a disparu.
L'anthropologue anglais John Layard a étudié à partir de 1914 la région d'Atchin, Vao, Wala et Rano. Il a écrit son œuvre majeure, Stone Men of Malekula (1942). Une partie des objets collectés est déposée au musée d'Ipswich.
Lors de la Seconde Guerre mondiale, l'aviso Chevreuil des Forces navales françaises libres, est envoyé aux Nouvelles-Hébrides et aux Îles Banks, par le commandant de la Marine dans le Pacifique, le capitaine de frégate Cabanier, pour des missions de visite et de maintien de l'ordre. Commandé par l'enseigne de vaisseau Fourlinnie, il fait un passage à Malekula (dit alors Millicolo) entre le 10 et le 25 janvier 1942. Port-Vila devient une base militaire américaine importante du Pacifique. 
Avant l'indépendance, un groupe d'hommes tente un développement endogène, Malnatco, ou Malekula Native Company : le chef Ati (île de Wala), Charley Raghragh Metlegh Saulidal, Paul Tamlulum (de Longana, Aoba). Les trois sont vite soupçonnés, accusés, emprisonnés.

## Économie
En plus de l'agriculture vivrière, principalement pour l'auto-consommation, la production agricole concerne le cacao, la noix de coco (pour le coprah), le kava, et l'élevage bovin. La pêche est en partie consommée sur place, en partie exportée vers Santo.
Le tourisme, quoiqu'embryonnaire, y est prometteur. Le site de l'office provincial du tourisme fournit les informations essentielles : (http://www.malampa.travel/).

## Personnalités
- Oscar Newman (1907-1980), de Tisman, ballandard, planteur, exploitant, commerçant, roi de Mallicolo, déchu.
- Raghragh Charley Meltegh Saulindal, originaire de Matanvat (Nord Malekula), de la Malnatco (Malekula Native Company.
- Eta Rory (née en 1954), femme politique, députée, brièvement ministre.

## Productions
La mer intérieure que constitue l'archipel est le lieu de cycles de voyages et d'échanges immémoriaux. Dans ce cadre, les îles Maskelynes confectionnent et donc exportent des arcs à double courbure, à partir des racines aériennes des palétuviers (rares ailleurs dans l'archipel), et les écorces de ces mêmes palétuviers utilisées en décoction pour affermir les filets de pêche neufs. (Jean Guiart 2008:81)

## Langues
Malekula présente une extrême diversité linguistique. 
L'ouvrage Ethnologue y répertorie 25 langues vernaculaires : 
1. aulua
2. axamb
3. Big Nambas
4. burmbar
5. Dixon Reef
6. katbol
7. labo
8. letemboi
9. lingarak
10. litzlitz
11. mae
12. malfaxal
13. Malua Bay
14. maragus
15. maskelynes
16. mpotovoro
17. nahavaq (ou South West Bay)
18. nasarian
19. port-sandwich
20. repanbitip
21. rerep
22. unua
23. uripiv-wala-rano-atchin
24. vao
25. vinmavis

En réalité, les linguistes John Lynch et Terry Crowley recensent 39 langues parlées à Malekula; et dans un recensement plus récent, A. François et ses collègues en comptent jusqu’à 42.